# Ethelheard z Wesseksu
Ethelheard z Wesseksu (Æthelheard, Æþelheard; nieznana data urodzenia ani śmierci) – król Wesseksu w latach 726–740.
W kronikach anglosaskich jest zapis, iż Ethelheard był szwagrem swego poprzednika Inego, jednak jest to zapis o wątpliwej rzetelności. Prawdopodobnie Ethelheard był pierwszym królem Wesseksu niewywodzącym się bezpośrednio z rodu Cynrica.
Kiedy Ine abdykował i udał się na pielgrzymkę do Rzymu w 726 roku nie wyznaczając swego następcy, w królestwie rozgorzał spór pomiędzy dwoma kandydatami do tronu: Ethelheardem i Oswaldem. Oswald miał większe szanse na sukcesję, gdyż według Kronik anglosaskich był potomkiem Ceawlina. Jednak to Ethelheard zasiadł na tronie. Prawdopodobnie przyczyniło się do tego poparcie króla Mercji Ethelbalda, o czym świadczą ich późniejsze kontakty – Wessex zdaje się być zależny od Mercji.
Następcą Ethelhearda został Cuthred, prawdopodobnie jego brat lub bliski krewny.